# Josiah Bent
Josiah Bent was een scheepskapitein in ruste en bakker in Milton, Massachusetts in de Verenigde Staten. Hij is bekend als de uitvinder van de "crackers". 
Deze uitvinding is min of meer bij toeval ontstaan. Toen hij op een dag in 1801 de dagelijkse portie koekjes bakte, had hij deze per abuis te lang in zijn oven laten laten staan. Hij hoorde op een gegeven moment een krakend geluid uit zijn brikoven komen, waarmee de eerste koudwatercrackers waren geboren, gemaakt van opgerold, ongedesemd deeg. Hiermee was het nieuwe woord "cracker" ontstaan en was tevens een nieuwe uitdrukking aan de Amerikaanse woordenschat werd toegevoegd. Later bleek de naam ook goed te passen bij het geluid dat hoorbaar was als men zijn tanden in een dergelijke cracker zette. 
Bent zag in het nieuw ontstane product wel een markt en begon het vervolgens te verkopen aan scheepslui in de haven van Boston. Door de eenvoudige samenstelling van alleen meel en water bleven de crackers lang vers en waren door hun houdbaarheid daarom uitermate geschikt als voeding ter voorkoming van indigestie tijdens de lange zeereizen. De Bent crackers speelden ook een historische rol bij de proviandering van de troepen van de Unionisten tijdens de Amerikaanse Burgeroorlog. 
In 1891 liet een kleinzoon van Josiah Bent, George H. Bent het huidige gebouw van de Bent Koekjesfabriek aan de 7 Pleasant Street in Milton bouwen. Het gebouw had een winkel aan de straatkant en de bakkerij was op de tweede en derde etage. Met uitzondering van enkele kleinere verbouwingen, staat het gebouw er tegenwoordig, na meer dan 100 jaar, nog steeds. 